# 제2차 하시모토 내각 (개조)
제2차 하시모토 개조내각(일본어: 第2次橋本改造内閣)은  하시모토 류타로가 제83대 내각총리대신으로 임명되어, 1997년 9월 11일부터 1998년 7월 30일까지 존재한 일본의 내각이다.

## 특징
이전의 제2차 하시모토 내각의 개조내각이며 하시모토의 자유민주당 총재의 재선에 따라 개조한 내각이다. 이른바 록히드 사건에서 유죄가 확정된 사토 고코를 총무처 장관으로 임명한 것에 대한 비난에 책임을 지고 사토는 1997년 9월 22일에 사임했다. 사토는 역대 모든 내각에 있어 입각을 거절당하고 총리인 하시모토도 입각을 하지 않겠다고 밝혔지만, 이후 나카소네 야스히로의 강경한 추천과 입각 제의를 견디지 못하고 기용됐는데, 이 한 건에 의해 내각 지지율은 개조 전 50%전후에서 30%대로 급락했다.
1998년 5월에는 중의원에서 복당 또는 무소속 의원의 입당 등에 의한 자유민주당이 단독 과반수를 확보했다. 이들 정세에 따라 변화하는 사회민주당, 신당 사키가케의 각외협력을 해소했다. 그러나 1998년 7월에 열린 제18회 일본 참의원 의원 통상선거에서 자유민주당이 참패를 당하자 내각 총사퇴를 선언했다. 참고로 미야자와 내각(1991년 11월 5일 ~ 1992년 12월 12일) 이후 여성 각료가 한 명도 없었던 때도 있었다.

## 국무대신
- 내각총리대신 - 하시모토 류타로
- 법무대신 - 시모이나바 고키치
- 외무대신 - 오부치 게이조
- 대장대신 - 미쓰즈카 히로시 / 하시모토 류타로(겸임, 1998년 1월 28일 ~ ) / 마쓰나가 히카루(1998년 1월 30일 ~ )
- 문부대신 - 마치무라 노부타카
- 후생대신 - 고이즈미 준이치로
- 농림수산대신 - 오치 이헤이 / 시마무라 요시노부(1997년 9월 26일 ~ )
- 통상산업대신 - 호리우치 미쓰오
- 운수대신 - 후지이 다카오
- 우정대신 - 지미 쇼자부로
- 노동대신 - 이부키 분메이
- 건설대신 - 가와라 쓰토무
- 자치대신 겸 국가공안위원회 위원장 - 우에스기 미쓰히로
- 내각관방장관 - 무라오카 가네조
- 총무청 장관 - 사토 고코 / 오자토 사다토시(1997년 9월 22일 ~ )
- 홋카이도 개발청 장관 겸 오키나와 개발청 장관 - 스즈키 무네오
- 방위청 장관 - 규마 후미오
- 경제기획청 장관 - 오미 고지
- 과학기술청 장관 - 다니가키 사다카즈
- 환경청 장관 - 오키 히로시
- 국토청 장관 - 가메이 히사오키
  - 내각법제국 장관 - 오모리 마사스케
  - 내각관방부장관(정무) - 누카가 후쿠시로
  - 내각관방부장관(사무) - 후루카와 데이지로

## 정무 차관
- 법무 정무 차관 - 요코우치 쇼메이
- 외무 정무 차관 - 고무라 마사히코(유임)
- 대장 정무 차관 - 나카무라 쇼자부로(유임), 시오자키 야스히사(참의원)
- 문부 정무 차관 - 가노 야스(참의원)
- 후생 정무 차관 - 하라다 요시아키
- 농림 수산 정무 차관 - 기시모토 미쓰조, 야노 데쓰로(참의원)
- 통상 산업 정무 차관 - 엔도 다케히코, 미조테 겐세이
- 운수 정무 차관 - 에구치 가즈오
- 우정 정무 차관 - 나카타니 겐
- 노동 정무 차관 - 야나기모토 다쿠지
- 건설 정무 차관 - 하스미 스스무
- 자치 정무 차관 - 사토 시즈오(참의원)
- 총무 정무 차관 - 구마시로 아키히코
- 홋카이도 개발 정무 차관 - 요시카와 다카모리
- 방위 정무 차관 - 구리하라 히로야스
- 경제 기획 정무 차관 - 구리모토 신이치로
- 과학 기술 정무 차관 - 가토 노리후미(참의원)
- 환경 정무 차관 - 야마모토 고이치
- 오키나와 개발 정무 차관 - 가카즈 지켄
- 국토 정무 차관 - 쓰보이 가즈타카